# Rio Guruslău
O Rio Guruslău é um rio da Romênia, afluente do Zalău, localizado no distrito de Sălaj.